# Rob Lowe
Robert Hepler "Rob" Lowe (Charlottesville, Virgínia, 17 de març de 1964) és un actor estatunidenc.

## Biografia
Des de molt petit, va començar a treballar com a model i en els seus inicis la interpretació teatral. Als 8 anys va debutar en els escenaris i als 12 anys, va participar en més de 30 obres.
Quan es van separar els seus pares, Rob i el seu germà Txad es van traslladar a Malibú, on van anar a una escola de Santa Monica, allà van conèixer Sean Penn i Emilio Estévez.

## Carrera
El 1981, va aconseguir un paper en el film Rebels dirigit per Francis Ford Coppola i basat en la famosa novel·la de Susan E. Hinton. Pel seu atractiu físic, va fer el paper de «trencacors», i va participar en altres pel·lícules on sempre era el galant.
En avorrir d'aquest tipus de guions, va fer una excel·lent interpretació d'un persona amb retard mental que s'enamora d'una bonica jove Winona Ryder a Square Dance.
En general les seves actuacions són papers de personatges envoltats d'una aura de maldat i sensualitat que corromp al seu voltant.
El 1988, Lowe es va veure embolicat en controvèrsia: la seva carrera va decaure en sortir a la llum una cinta de vídeo de les seves relacions sexuals amb una dona que va resultar ser menor d'edat. Els tribunals el van condemnar a 20 hores de servei a la comunitat a Ohio. Era un personatge recurrent en la premsa rosa, i va tenir un afer amb la princesa Estefania de Mònaco.
Lowe va tenir també problemes per les drogues i alcohol. Superar aquesta crisi professional no va ser fàcil, ja que la indústria del cinema de Hollywood el va condemnar més durament que els tribunals i el va marginar pels seus vicis.
L'any 1991 es va casar amb Sheryl Berkoff, una maquilladora, i van tenir 2 fills.
El 1994 va destacar en la seva interpretació de Nick Andros a la minisèrie Apocalipsi dirigida per Mick Garris i basada en una novel·la de Stephen King.
Té una nominació als premis Emmy com a millor actor en una sèrie dramàtica pel seu paper de Sam Seaborn en l'aclamat drama de la NBC, L'ala oest de la Casa Blanca (The West Wing). A més, Lowe ha debutat amb gran èxit de públic i crítica, al West End londinenc, amb l'obra d'Aaron Sorkin, A Few Good Men.
També ha interpretat els personatges Chris Traegger, de la sèrie Parks and Recreation, i Eddie Nero, de la sèrie Californication.

## Filmografia
- Assassí a sou (1981)
- Rebels (1983)
- Class (1983)
- Oxford Blues  (1984)
- Hotel New Hampshire (1984)
- St Elmo's Fire (1985) li donaren el premi Razzie al pitjor actor secundari en aquest film
- Youngblood (1986)
- Va passar ahir a la nit (1986)
- Square Dance (1987)
- Mascarada per un crim (Masquerade) (1988)
- Males influències (1990)
- Si la sabata ajusta (1991)
- Dos bojos amb sort (Wayne's World) (1992)
- Apocalipsi (1994)
- Contact (1997)
- L'últim heroi (1997)
- Austin Powers (1997) (cameo)
- Austin Powers: L'espia que em va empaitar (1999)
- The Specials (2000)
- Jane Acorralada (2001)
- Tocant el Cel (2002)
- Proximity (2002)
- Perfectes estranys (2004)
- Retorn a Salem's Lot (2004)
- Gràcies per fumar (Thank You for Smoking) (2006)
- Hypnose 2: Ted Cogan (2007)
- The Invention of Lying: Brad Kessler (2009)
- I Melt with You: Jonathan (2011)
- Breakaway: Dan Winters (2011)
- Knife Fight de Bill Guttentag: Paul Turner (2012)
- Pocket Listing: Frank Hunter (2014)
- Sex Tape de Jake Kasdan: Hank (2014)
- Monster Trucks de Chris Wedge (2017)
- How to be a Latin Lover de Ken Marino (2017)
- Holiday in the Wild de Ernie Barbarash (2019)

## Premis i nominacions

### Nominacions
- 1984. Globus d'Or al millor actor secundari en minisèrie o telefilm per Hallmark Hall of Fame
- 1988. Globus d'Or al millor actor secundari per Square Dance
- 2000. Globus d'Or al millor actor en sèrie dramàtica per The West Wing
- 2001. Globus d'Or al millor actor en sèrie dramàtica per The West Wing
- 2001. Emmy al millor actor en sèrie dramàtica per The West Wing